# Bert Schneider (producteur)
Pour les articles homonymes, voir Bert Schneider et Schneider.
Bert Schneider est un producteur américain de cinéma et de télévision né le 5 mai 1933 et mort le 12 décembre 2011.
Il remporte l'Oscar du meilleur documentaire avec Peter Davis en 1975 pour Le Cœur et l'esprit (Hearts and Minds) , documentaire sur la guerre du Viêt Nam.

## Filmographie sélective
- 1968 : Head de Bob Rafelson
- 1969 : Easy Rider de Dennis Hopper
- 1970 : Cinq pièces faciles de Bob Rafelson
- 1971 : Vas-y, fonce de Jack Nicholson
- 1971 : A Safe Place de Henry Jaglom
- 1974 : Le Cœur et l'esprit (Hearts and Minds) documentaire
- 1978 : Les Moissons du ciel de Terrence Malick